# IC 3208
IC 3208 је галаксија у сазвјежђу Дјевица која се налази на листи објеката дубоког неба у Индекс каталогу.
Деклинација објекта је + 11° 58' 1" а ректасцензија 12h 21m 55,5s. Привидна величина (магнитуда) објекта IC 3208 износи 14,7 а фотографска магнитуда 15,3. IC 3208 је још познат и под ознакама UGC 7421, VCC 512, PGC 40005.